# Coccochondra
Coccochondra là một chi thực vật có hoa trong họ Thiến thảo (Rubiaceae).

## Loài
Chi Coccochondra gồm các loài: